# 北九州市立牧山小学校
北九州市立牧山小学校（きたきゅうしゅうしりつ まきやましょうがっこう）は、福岡県北九州市戸畑区丸町二丁目にある市立小学校。

## 沿革
- 1918年（大正7年）- 牧山尋常小学校として開校
- 1921年（大正10年）- 養護学級・保育園設置
- 1926年（昭和元年）- 牧山尋常高等小学校に改称
- 1932年（昭和7年）- 牧山尋常小学校に改称
- 1932年（昭和7年）- 創立15周年記念式典を挙行
- 1939年（昭和14年）- 創立20周年記念式典を挙行
- 1941年（昭和17年）- 牧山国民学校に改称
- 1947年（昭和22年）- 戸畑市立牧山小学校に改称
- 1948年（昭和23年）- 創立30周年記念式典を挙行
- 1953年（昭和28年）- 創立35周年記念式典を挙行
- 1959年（昭和34年）- 創立40周年校舎落成記念式を挙行
- 1968年（昭和43年）- 創立50周年記念式典を挙行
- 1978年（昭和53年）- 創立60周年記念式典を挙行
- 1988年（昭和63年）- 創立70周年記念式典を挙行
- 1998年（平成10年）- 創立80周年記念式典を挙行

## 交通
- JR鹿児島本線・戸畑駅下車、徒歩約12分
- 西鉄バス牧山公園下バス停下車、徒歩約3分

## 周辺
- 戸畑駅
- ウェルとばた
- イオン戸畑ショッピングセンター
- 福岡県立戸畑工業高等学校

## 著名な卒業生
- 恵良敏彦 - プロボクサー（第35代タイ国フライ級チャンピオン）